# Marie Laurence Gaudrat
Pour les articles homonymes, voir Gaudrat.
 (janvier 2025).
Marie Laurence Gaudrat est une artiste peintre, sculptrice, illustratrice et peintre-décoratrice française, née à Paris le 7 janvier 1952 .

## Biographie

### Enfance
Ses parents, tous les deux artistes, suscitent, dès l'enfance de Marie Laurence Gaudrat, sa curiosité pour l'art et les artistes.
Son père fut l'adaptateur, parolier, dramaturge et scénariste français Jean Cosmos. Il reste notamment l'auteur de séries télévisées de la télévision française et a participé en tant que scénariste à de nombreux films et pièces de théâtre. Il collabora, plusieurs fois, avec le réalisateur français Bertrand Tavernier dont notamment La Princesse de Montpensier auquel sa fille contribua au niveau de l'apport d'œuvres personnelles (tableaux visibles dans le film).
Selon le catalogue de l'exposition consacrée à Marie Laurence Gaudrat, à la galerie Vaujany à Grenoble en 2017, ce serait le peintre Jean Martin, créateur des décors et des costumes de plusieurs pièces de théâtre écrites par son père, qui influença l'artiste dans son enfance, entraînant ainsi sa vocation d'artiste.

### Formation
Marie Laurence Gaudrat a étudié la sculpture avec le sculpteur français, Paul Belmondo et le sculpteur français Jean Carton.
En 1972, Marie Laurence Gaudrat est admise dans l’atelier du sculpteur Pierre Merlet qui dirige les restaurations au Palais Bourbon, puis, entre 1973 et 1978, l'artiste va réaliser une quinzaine de copies peintes au Musée des beaux Arts de la ville de Paris et au Musée du Louvre.

## Activités
Marie Laurence Gaudrat poursuit sa carrière d'artiste dans un atelier installé à proximité du parc Watteau à Nogent-sur-Marne, non loin de Paris, dans le Val-de-Marne. Conjointement à son travail de peintre, l'artiste est également une décoratrice de théâtre et de cinéma.
Elle est la sœur de Marie-Agnès Gaudrat-Pourcel, directrice du pôle Petite enfance chez Bayard Presse et avec qui elle illustre des contes pour enfant.

## Œuvres
Les récents tableaux de l'artiste représentent des chevaux, notamment dans le domaine de l'équitation et de la course hippique et des travaux des champs, mais aussi des paysages de montagne (massif de la Chartreuse), de campagne (la Correze), et des portraits (Mathieu, Damien, Victor, Sabine, Sullyvan et celui du metteur en scène et comédien, Jean-Laurent Cochet)
Son œuvre a été l'objet de 11 expositions personnelles à la galerie Frégnac, située dans le 6e arrondissement de Paris, rue Jacob entre 1989 et 2011.

### Citation
L'artiste définit ainsi son art dans une monographie publiée chez l'éditeur de livres d'art parisien Somogy en 2001 :

« Je suis prête à croire que la peinture peut être pour tous ce qu'elle est pour moi : une voie d'accès à nos émotions les plus profondes, à ce centre silencieux duquel on s'écarte si souvent dans l'agitation et la multitude. ...//...
Cet élan reste rarement sans réponse et, un jour, un écho se fait entendre : telle toile a soudain, pour tel être, renversé le miroir de la réflexion, et il y retrouve, par on ne sait quelle fraternité, l'émouvante densité du temps suspendu. »

## Filmographie

### Décorateur
Marie Laurence Gaudrat exerça ses talents de peintre-décorateur sous la direction de chefs décorateurs du cinéma, pour les films français suivants.
- Sous la direction de Guy-Claude François
  - 1995 : Jefferson à Paris de James Ivory
- Sous la direction de Bernard Vézat
  - 1997 : Le Bossu de Philippe de Broca
  - 1999 : Les Enfants du siècle de Diane Kurys
- Sous la direction de Cécile Deleu)
  - 2001 : C'est le bouquet ! de Jeanne Labrune
- Sous la direction d'Émile Ghigo
  - 2001 : Laissez-passer de Bertrand Tavernier
  - 2006 : Le Grand Meaulnes de Jean-Daniel Verhaeghe
- Sous la direction de Guy-Claude François (apports de tableaux)
  - 2010 : La Princesse de Montpensier de Bertrand Tavernier

## Théâtre

### Décoratrice
- Corot de Jacques Mougenot, mis en scène par Jean-Laurent Cochet : pièce créé au Théâtre 14 Jean-Marie Serreau, le 14 septembre 1996, puis au Théâtre Rive Gauche et enfin au Théâtre Daunou. La pièce fut produite de septembre 1996 à janvier 1998[7].
- Les Fausses Confidences de Marivaux, mis en scène par Jean-Laurent Cochet et produite au Théâtre 14 Jean-Marie Serreau en septembre 1999[8].
- Doit-on le dire ? d'Eugène Labiche, mis en scène par Jean-Laurent Cochet au Théâtre Mouffetard, produite de septembre à décembre 2002, puis reprise au Théâtre Tristan-Bernard à Paris et enfin au Théâtre Tête d'or à Lyon en 2003[9].
- Monsieur Vernet de Jules Renard et 29 degrés à l'ombre d'Eugène Labiche, courtes pièces mises en scène par Jean-Laurent Cochet au Théâtre 14 Jean-Marie Serreau de janvier à mars 2004[8].

## Illustrations
Marie Laurence Gaudrat a illustré de nombreux livres pour enfants chez l'éditeur spécialisé Bayard Presse, dont :
- Bienvenue, petit poussin (avril 1998)
- La Petite Girafe (août 1998)
- Le Vaillant Petit Cow-boy (novembre 1998)
- T'en fais pas bonhomme ! (avril 2001)
- Le Noël de Marcel (2001)
- Croquembouille (2002)
- La Marmite qui tiptopait (2003)
- L'Arbre du village (2004)
- Le Roi du chocolat (2005)